# امیرآباد (بهشهر)
امیرآباد، شهری است در نزدیکی زاغمرز و بندر امیرآباد و از توابع بخش مرکزی شهرستان بهشهر در استان مازندران ایران است.

## جمعیت
این روستا در دهستان میان‌کاله قرار دارد و براساس سرشماری مرکز آمار ایران در سال ۱۳۹۵، جمعیت آن ۲۲۲۲ نفر بوده‌است. مردم بومی امیرآباد از قومیت طبری هستند. مردم بومی امیرآباد به زبان طبری (مازندرانی) سخن می‌گویند. همچنین مردمان عبدالملکی در این روستا سکونت دارند که به گویش عبدالملکی از زبان کردی صحبت می‌کنند. ریشه عبدالملکی‌ها به قوم ترک افشار می‌رسد و عبدالملکی‌ها تلفیقی از اقوام ترک افشار و ترک قشقایی و کرد و لک و لر می‌باشند و از منطقه شیراز به غرب مازندران کوچیدند و سپس گروهی از آنها از غرب مازندران به امیرآباد آمدند.